# Bazilica Sfântul Ștefan din Ierusalim
Bazilica Sfântul Ștefan sau Bazilica Saint Étienne (în arabă:كاتدرائية القديس إسطفانوس Al Katidrayiya Al Qadisi Estefanus, în ebraică:בזיליקת סנט אטיין  Bazilikat Saint Étienne sau   סנט אטיין מנזר Minzar Saint Étienne) este o biserică romano-catolică din Ierusalim, bazilică minoră, situată pe Calea Nablusului (Derekh Shkhem) nr.6 , la nord de Poarta Damascului ,în afara zidurilor Orașului Vechi. Ea se află în perimetrul mănăstirii Sfântul Ștefan, în incinta căreia funcționează Școala biblică și arheologică franceză.
După o tradiție veche, reluată de Ioan Rufus, și de pelerinii Antoninus din Placentia (Jurnalul de călătorie p.25 c.570) și Theodosiu (Descrierea Țării Sfinte p.46, începutul secolului al VI-lea)  care menționează biserica Sfântului Ștefan, ridicată de împărăteasa Aelia Eudocia, precum și de Evagrius Scolasticus în „Istoria bisericească”(1:22) , acesta este locul unde a avut loc martiriul prin lapidare al diaconului protomartir Ștefan, despre care se vorbește în Faptele Apostolilor (versetele 54-60). S-au ridicat obiecțiuni în legătură cu această localizare a martiriului lui Ștefan, între altele din partea unor factori creștini ortodocși și franciscani. O tradiție mai recentă, post-bizantină, situează martiriul în Valea Kidronului, mai precis, în Valea lui Iosafat, alte ipoteze referindu-se la Muntele Sion și la Muntele Măslinilor.  

## Istoria

### Epoca bizantină
Primul edificiu comemorând martiriul a fost înălțat sub forma unei capele în secolul al V-lea, de către Iuvenal, episcopul Ierusalimului, din porunca împărătesei bizantine Aelia Eudocia, soția împăratului Teodosiu al II-lea, care a vizitat Ierusalimul în 438-439 și a fost înmormântată ulterior aici. După cum scrie Ioan Rufus (din Beit Rufina) în cartea sa Viața lui Petru Ivireanul scrisă la sfârșitul secolului al V-lea, inaugurarea clădirii ar fi avut loc în anul 439 în prezența patriarhului Chiril al Alexandriei. În cursul ceremoniei, povestește Rufus, s-au transferat aici în mod oficial o parte dintre moaștele Sfântului Ștefan care, până atunci, se aflau la Biserica Sionului de pe Muntele Sion. O altă parte din moaște împărăteasa le-a luat cu ea la Constantinopol. După douăzeci de ani, căzută în dizgrație, Eudocia s-a întors în Țara Sfântă, și începând din anul 455 a decis să mărească biserica și să ctitorească în acest loc o mănăstire cu mai multe edificii. Lucrările s-au prelungit vreme de mai mulți ani și Aelia Eudocia, care a presimțit că nu va trăi încă multă vreme, a dispus sfințirea noului sanctuar, la 15 iunie 460, înainte de a fi fost terminat. Ea l-a numit pe un călugăr erudit, numit Fratele Gavril  bun cunoscător al limbilor greacă, latină și arameică - siriacă, ca stareț al mănăstirii. 
După moartea împărătesei în octombrie 460, ea a fost îngropată în apropierea bisericii.

### Epoca persană, islamică timpurie și cruciată
După invazia persanilor Sasanizi în 614 și cucerirea consecutivă al Ierusalimului, capela a fost distrusă. După ce bizantinii i-au izgonit pe Sasanizi în 638 bizantinii au reînființat sanctuarul distrus. În apropierea atriului (curtea anterioară) original, care servea drept leprozerie, patriarhul Ierusalimului, Sfântul Sofronie, a construit o nouă capelă mică de rugăciune. 
Îndată după cucerirea Ierusalimului de către cruciați in 1099 , biserica a fost obiectul unor lucrări de restaurare din temelii și mărire. În 1072 a fost vizitată de pelerinul Theoderik din Würzburg care i=a descris altarul, înconjurat cu o rețea de fier. Însă, în 1187 în timpul asediului orașului de către musulmanii lui Saladin, cruciații înșiși ar fi distrus-o, pentru a nu cădea poziția ei strategică în mâinile musulmanilor.

### Secolul al XIX-lea

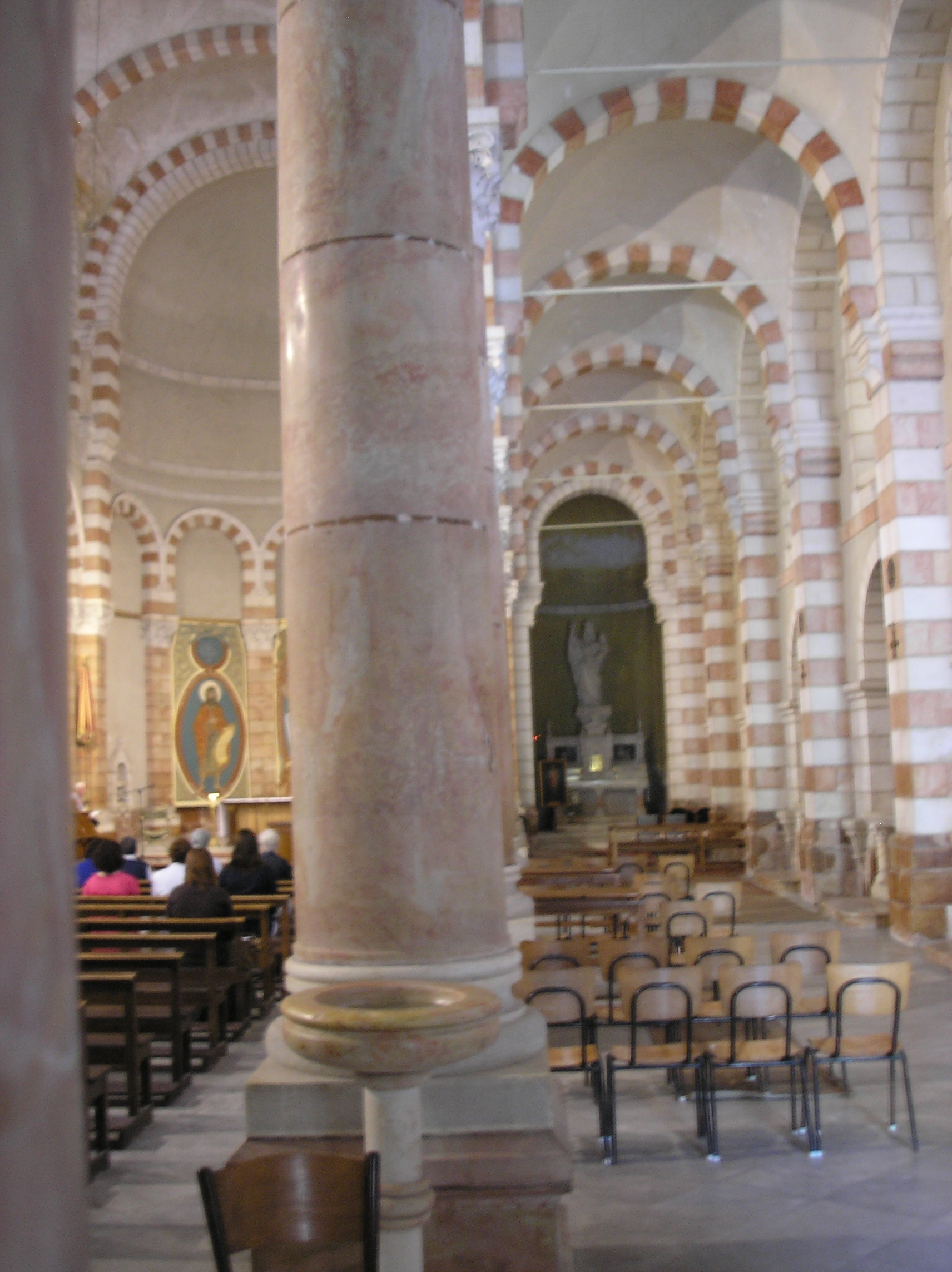
Interiorul bazilicii Sfântul Ștefan

Sub stăpânirea otomană, în 1882 s-au redescoperit ruinele vechii biserici bizantine din vremea Aeliei Eudocia. Între 1882-1884 s-a negociat cumpărarea terenului de către Ordinul dominicanilor francezi care a concurat cu mulți alți factori creștini, interesați să  obțină un punct de reazăm teritorial în Ierusalim. După 11 ani de excavații arheologice, în care s-au dezvelit fose funerare din vremea Primului Templu, precum și ruine ale bazilicii bizantine, între care și un mozaic, mănăstirea și biserica au fost reconstruite din inițiativa comună a abatelui Alphonse Ratisbonne, și a contelui Marie Paul Amédée de Piellat, în folosul Ordinului dominican. Ceremonia de sfințire a avut loc la 15 mai 1900. Clădirea mănăstirii a devenit sediul Școlii Biblice și Arheologice franceze din Ierusalim, înființată de dominicani în 1890.

### Arhitectura
Bazilica Sfântul Ștefan este construită cu trei abside anterioare, asemănător bisericilor în stil roman clasic. Ea îmbină și motive arhitectonice din alte perioade, stilul general al clădirilor fiind eclectic. 
Ferestrele rotunde la înălțime pe zidurile navei închid rozete cu vitralii în stil gotic. Coloanele care despart naosul central de culoarele de marmură roșie și care sprijină arcurile compuse din alternări de piatră roșie și albă în stil ablaq oriental.Capitelurile coloanelor erau în stilul frunzelor căzătoare caracteristic arhitecturii cruciate. Un alt element cruciat erau arcurile semicirculare la înălțimea naosului și arcuri butante care sprijină clădirea dinafară și care caracterizează catedralele gotice cruciate. 
Vizavi de absida centrală se află o estradă sub care se află mormântul lui Marie-Joseph Lagrange, întemeietorul Școlii Biblice și Arheologice, care a petrecut mulți ani în acest sanctuar. În fața absidei centrale se află un triptic creat în 1997, având in centru figura lui Iisus, la stânga cea a lui Ioan Botezătorul, iar în dreapta - cea a Sfântului Ștefan. La capătul absidei din dreapta este statuia Madonei cu copilul, iar la capătul absidei din stânga este o statuie a Sfântului Ieronim.
Biserica posedă o orgă de mari dimensiuni.
Înaintea bazilicii se întinde atriul, o curte anterioară, care servește publicului care intră și iese din bazilică. În mijlocul atriului se înalță statuia lui Sfântului Ștefan, îngenunchind în vreme ce era lapidat, așa cum stă scris în Faptele Apostolilor din Noul Testament:
„Iar ei, strigând cu glas mare, și-au astupat urechile și au năvălit asupra lui.
Și scoțându-l afară din cetate, îl băteau cu pietre. Iar martorii și-au pus hainele la picioarele unui tânăr, numit Saul.
Și îl băteau cu pietre pe Ștefan, care se ruga și zicea: Doamne, Iisuse, primește duhul meu!
Și, îngenunchind, a strigat cu glas mare: Doamne, nu le socoti lor păcatul acesta! Și zicând acestea, a murit”

### Vestigii arheologice
În perimetrul mănăstirii și bazilicii Sfântul Ștefan s-au găsit in situ vestigii arheologice mai ales din secolul al V-lea. Noul atriu acoperă o cisternă imensă, care s-a conservat aproape în întregime, inclusiv arcurile de susținere. Această cisternă, având încă o parte din pardoseala originară din epoca bizantină, se mai umple și astăzi cu apă, ceea ce dovedește că sistemul ei de drenaj nu s-a avariat, nici 1500 ani după construcție.   
În interiorul bazilicii, pe pavimentul colonadei drepte (sudice) s-a păstrat un fragment de mozaic bizantin, care conține imagini geometrice. Acest fragment de mozaic este acoperit în prezent de covoare. 
În partea de nord a bazilicii s-a conservat un monument de piatră cu o inscripție în limba greacă: „Acesta este mormântul privat al diaconului Nonnus Onesimus al Bisericii Înălțării Domnului și al acestei mănăstiri”.

#### Fose funerare
În 1885 în cursul pregătirii terenului pentru reconstrucția sanctuarului, a fost dezvelit un sistem antic de fose funerare. S-a identificat ca fiind ceea ce s-a numit sistemul II de înmormântare antică, practicat în epoca fierului. Este vorba de spații cubice subterane, toate săpate într-o stâncă inițială. Crearea meticuloasă de camere și celule funerare luxoase dovedește opulența celor îngropați acolo, în schimb, nu s-au găsit niciun fel de inscripții care să le permită identificarea. Caracteristicile arhitectonice ale camerelor funerare cuprind elemente importate din Asiria, ceea ce permite datarea necropolei la sfârșitul secolului al VIII-lea î.e.n. Aceste fose funerare sunt dintre cele mai mari de acest fel din epoca a II-a a fierului (Epoca regalității în Țara Israelului). Suprafața fosei nr.1 este de 78 m², ceea ce făcea posibilă îngroparea a 23 morți simultan. În schimb, suprafața celei de-a doua fose este de 94 m², având loc pentru 28 decedați. Fosele acestea sunt atât de luxoase încât unii cercetători au înclinat să creadă că sunt mormintele regilor târzii ai Regatului Iuda.
După descoperirea foselor funerare, ele au devenit o parte integrală din teritoriul sanctuarului Sfântul Ștefan. În apropierea lor s-au săpat noi spații funerare în care au fost înmormântați mulți din membrii ordinului dominican francez.